# Kolej Bałtycka
Kolej Bałtycka – polski przewoźnik kolejowy, którego siedziba główna znajduje się w Szczecinie.

## Historia
Spółka otrzymała Licencję na wykonywanie przewozów kolejowych rzeczy 27 lutego 2004 roku. Pierwszy pociąg został uruchomiony 5 maja 2004 roku. Pierwotne współdziałanie w ramach grupy HHPI (Heavy Haul Power International) zakończyło się w 2009 roku. 22 lipca 2011 roku spółka uzyskała Certyfikat ISO 9001:2008 i spełniła wszelkie wymogi dotyczące zarządzania w zakresie organizacji i realizacji przewozów kolejowych oraz napraw taboru kolejowego.
W grudniu 2016 80% akcji przewoźnika zostało przejętych przez OT Logistics.

## Działalność
Kolej Bałtycka specjalizuje się w:
- wykonywaniu licencjonowanych przewozów kolejowych towarów (przewozy masowe, przewozy intermodalne, przewozy towarów niebezpiecznych, obsługa pociągów roboczych i techniczno-gospodarczych)[3],
- kompleksowej obsłudze bocznic[4],
- obsłudze pociągów na granicy Niemiec[5].